# Баранецкий, Марек
Ма́рек Баране́цкий (пол. Marek Baraniecki; 16 июня 1954, Гливице, Польша) — польский писатель и журналист, фантаст.

## Биография
Марек Баранецкий родился 16 июня 1954 года в городе Гливице. Закончил Силезский политехнический университет. Работал инженером-экологом. С 1976 года Марек Баранецкий стал печататься в студенческих газетах, руководил студенческой еженедельной газетой «Politechnik». В 1984 году оставил свою работу и стал заниматься литературной деятельностью.

## Творчество
В 1983 году Марек Баранецкий дебютировал в фантастическом ежемесячном журнале «Fantastyka», где опубликовал рассказ «Karlgoro godzina 18.00», который был признан лучшим фантастическим рассказом журнала за 1983 год.
В 1985 году Марек Баранецкий опубликовал сборник рассказов «Głowa Kasandry». За постапокалиптический рассказ «Głowa Kasandry» в том же году Баранецкий получил литературную награду имени Януша Зайделя. Этот рассказ разошёлся в более, чем 150 тысячах экземплярах и частями передавался в III Программе Польского радио. Была попытка экранизации рассказа, но из-за цензуры съёмки не состоялись. После продолжительной борьбы за экранизацию своего рассказа Марек Баранецкий перестал заниматься литературной деятельностью и вернулся на старую работу.